# Lepidochrysops ariadne
Lepidochrysops ariadne är en fjärilsart som beskrevs av Butler 1898. Lepidochrysops ariadne ingår i släktet Lepidochrysops och familjen juvelvingar. Inga underarter finns listade i Catalogue of Life.